# Péninsule de Paria
La péninsule de Paria (espagnol : península de Paria) est une péninsule située dans l'État de Sucre dans le nord du Venezuela. Elle sépare la mer des Caraïbes du golfe de Paria.
Elle fait partie de la cordillère de la Costa qu'elle prolonge presque jusqu'à l'île de Trinité. Elle abrite le parc national de la péninsule de Paria (es)

## Source de la traduction
- (en) Cet article est partiellement ou en totalité issu de l’article de Wikipédia en anglais intitulé « Paria Peninsula » (voir la liste des auteurs).